# Сивеж (приток Куножа)

Сивеж — река в России, протекает в Бабушкинском районе Вологодской области. Левый приток реки Кунож.

## География
Река Сивеж берёт начало в болоте Подчерково южнее деревни Талица. Течёт на юго-запад. На реке находятся деревни Сивеж (нежилая) и Тевигино. Впадает в Кунож близ деревни Петухово. Устье реки находится в 61 км по левому берегу реки Кунож. Длина реки составляет 30 км.

## Данные водного реестра
По данным государственного водного реестра России относится к Верхневолжскому бассейновому округу, водохозяйственный участок реки — Унжа от истока и до устья, речной подбассейн реки — Бассей притоков Волги ниже Рыбинского водохранилища до впадения Оки. Речной бассейн реки — (Верхняя) Волга до Куйбышевского водохранилища (без бассейна Оки).
По данным геоинформационной системы водохозяйственного районирования территории РФ, подготовленной Федеральным агентством водных ресурсов:
- Код водного объекта в государственном водном реестре — 08010300312110000014900
- Код по гидрологической изученности (ГИ) — 110001490
- Код бассейна — 08.01.03.003
- Номер тома по ГИ — 10
- Выпуск по ГИ — 0